# 博迪·桑塔维
博迪·桑塔维（英語：Boady Santavy，1997年5月22日—），生于安大略省萨尼亚市，加拿大男子举重运动员，2018年英联邦运动会男子94公斤级银牌得主、2019年泛美运动会男子96公斤级银牌得主。